# Excelsior Estates
Excelsior Estates – wieś w Stanach Zjednoczonych, w stanie Missouri, w hrabstwie Ray.